# 하이누즈카정
하이누즈카정 (하이누즈카마치)(羽犬塚町)은 후쿠오카현 야메군에 있던 정이다. 현재의 지쿠고시의 일부에 해당한다.